# Cleopatra Kambugu Kentaro
Cleopatra Kambugu Kentaro   (1984) és una activista ugandesa pels drets humans i les dones transgènere.

## Biografia
Kentaro va créixer amb onze germans i el seu pare, qui els va criar amb la capacitat "d'expressar-se sense por i amb criteri", segons les seves pròpies paraules.
Kentaro es va graduar en Patologia de cultius, biotecnologia i genètica pel Kampala College (Universitat de Makerere).
Va començar a qüestionar la seva identitat de gènere durant els seus estudis a la universitat, investigant primer les concepcions del gènere no binari en diferents cultures. Després, cap als 23 anys, va començar a descobrir la comunitat LGBT d'Uganda.
Quan es va prohibit l'homosexualitat a Uganda, es va veure obligada a fugir, trobant refugi a Kenya, des d'on l'any 2013 va fer públic al diari més llegit d'Uganda (Red Pepper) que era una dona transgènere. Això es va produir una setmana després de l'aprovació de la Llei contra l'homosexualitat d'Uganda el 20 de desembre de 2013 al Parlament d'Uganda.
Kentaro treballa com a administradora de subvencions per a la Iniciativa de Drets i Salut Sexual a l'Àfrica Oriental (UHAI EASHRI), donant suport a la sexualitat, la salut i els drets humans de les minories. Advoca per una discussió oberta sobre gènere i sexualitat a l'Àfrica, malgrat les molèsties que observa pel que fa al sexe.
Kentaro estudia Biologia Molecular i Biotecnologia a la Facultat de Medicina Veterinària de la Universitat Makerere. Ha treballat en diversos projectes diferents al Centre Nacional de Biotecnologia i a l'Institut Nacional d'Investigació de Recursos Cultius Agrícoles, centrat principalment en la biologia molecular del plàtan i la mandioca de l'Àfrica Oriental, amb l'objectiu d'alleujar la pobresa i la fam.

### La perla d'Àfrica
Kentaro va començar a compartir la seva història a la popular sèrie The Pearl of Africa (La perla d'Àfrica), que es va adaptar a un llargmetratge documental estrenat el 30 d'abril de 2016 al Festival Internacional de Cinema Documental Canadenc Hot Docs. Al film Kentaro emprèn "un viatge íntim més enllà de les restriccions binàries per descobrir la seva identitat", un procés que va assenyalar com a difícil, ja que va contra les normes de masculinitat africanes. El director Jonny Von Wallström va seguir Cleopatra Kambugu Kentaro i el seu amant Nelson durant 18 mesos, mentre Kentaro treballava per millorar el benestar de la comunitat LGBT d'Uganda malgrat l'escalada discriminació.